# إينغفار بنغتسون
إينغفار بنغتسون (بالسويدية: Ingvar Bengtsson)‏ هو عداء المسافات المتوسطة سويدي، ولد في 10 أبريل 1922 في Obbola ‏ في السويد، وتوفي في 6 أبريل 2001 في Söderhamn ‏ في السويد.

## وصلات خارجية
- إينغفار بنغتسون على موقع أوليمبيديا (الإنجليزية)
- إينغفار بنغتسون على موقع اللجنة الأولمبية السويدية (السويدية)